# Volker de Segeberg
Volker de Segeberg es un santo (beato) de la iglesia católica
Según la crónica autoría de Helmold de Bosau sobre San Vicelino Volker de Segeberg en el siglo XII contribuyó al misionado de los wendos en la zona de Holstein. Tras la fundación de la iglesia de Segeberg por Vicelino, Volker fue canónigo de la misma. En los años 30 del siglo XII la iglesia fue saqueda por los eslavos. Presumiblemente Volker murió en este ataque. El año de la muerte no es claro, se encuentra entre 1132 y 1138. Volker fue enterrado en Neumünster.
En la iglesia católica se celebra su santo el día 7 de marzo.